# Pawel Borissowitsch Axelrod

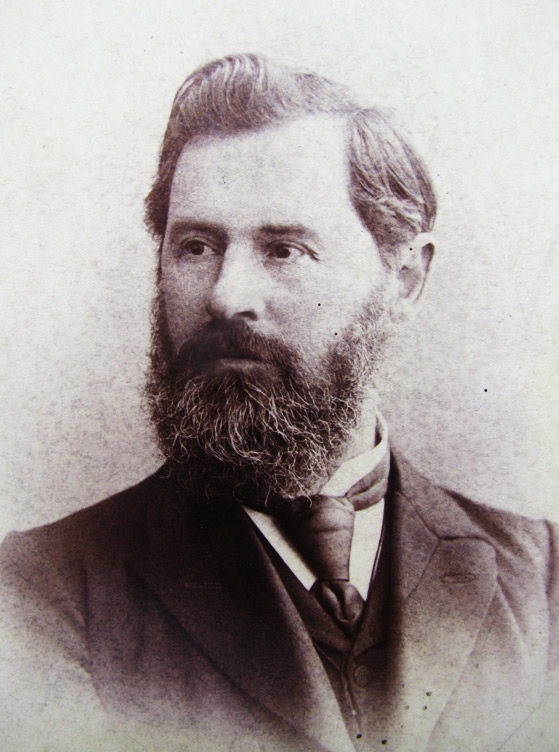
Pawel Axelrod

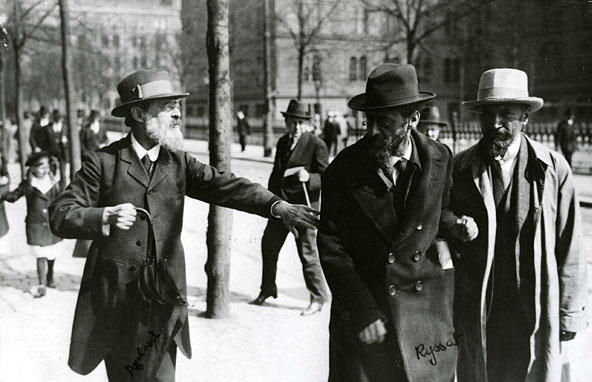
Die menschewistischen Sprecher Pawel Axelrod, Julius Martow und Alexander Martynow (v. l. n. r.) in Stockholm, 1917

Pawel Borissowitsch Axelrod (russisch Павел Борисович Аксельрод; * 25. August 1850 in Potschep, Gouvernement Tschernigow als Boruch Pinchus, russisch Борух Пинхус; † 16. April 1928 in Berlin) war ein russischer Sozialist und Unternehmer.

## Leben
Pawel Axelrod kam als Sohn eines jüdischen Wirts in der Stadt Potschep (heute Oblast Brjansk, Russland) zur Welt.
Er studierte an der Schule in Mogiljow und am Lyzeum in Nischyn. 1872 wechselte er an die Universität Kiew und wurde, beeinflusst von Michail Bakunins Schriften, ein Narodnik – ein Anhänger eines praktizierten, vormarxistischen russischen Sozialismus. Als solcher gründete er unter anderem in Kiew eine sozialistische Studentengruppe. Als diese Bewegung scheiterte, musste Axelrod 1874 fliehen. So lernte er die deutsche Arbeiterbewegung kennen und erkannte Lösungsansätze für die sozialen Probleme Russlands. Zusammen mit Plechanow gründete er 1883 in Genf die Gruppe «Befreiung der Arbeit», mit der die russische Sozialdemokratie geboren war. Doch schon auf einem Parteitag 1903 in London spaltete sich die Bewegung in die in der Mehrheit befindlichen radikalen Bolschewiki und in die Menschewiki, die zu taktischen Zugeständnissen an die zaristische Ordnung bereit waren.
Axelrod verdiente seinen Lebensunterhalt seit 1886 durch die gemeinsam mit seiner Frau Nadeshda gegründete „Schweizerische Kephiranstalt“ in Zürich. Die Firma expandierte rasch und errichtete Zweigniederlassungen in Bern, Straßburg und Basel. Axelrod belieferte Kliniken und Ärzte, vertrieb Kefirkörner an Apotheker und bot dem breiten Publikum zudem frischen Kefir in Flaschen an. Er litt unter der Doppelrolle als Revolutionär und Unternehmer. Doch Teile der Gewinne gingen auch in die politische Arbeit und dienten der Unterstützung von Mitstreitern. Die 1908 in eine Aktiengesellschaft umgewandelte „Axelrod & Co., Schweizerische Kephir-Anstalt A.-G.“ wurde 1909 an die Vereinigten Zürcher Molkereien verkauft. Der Verkaufspreis und stete Umsatzbeteiligungen erlaubten Axelrod den Übergang vom Kapitalisten zum „aktivistischen Pensionär“ (Uwe Spiekermann).
Nach der Februarrevolution, die Anfang 1917 die Zarenherrschaft in Russland beendete, geriet Axelrod in Gegensatz zu Lenin, da er auf ein Bündnis mit dem Bürgertum setzte und deshalb für eine Fortsetzung des Krieges war. Als die Bolschewiki im Oktober 1917 die provisorische Regierung stürzten, war er erneut gezwungen, aus Russland zu fliehen.
Axelrod kannte seinen Geburtstag nicht. Für den Familienschein, den er erhielt, als er sich in Zürich einbürgern ließ, gab er das Datum 13. Juli 1850 an. Das Datum 25. August 1850 bestimmten später Freunde für ihn. Er war mit Nadeschda Kaminer (1851–1906) verheiratet und hatte drei Kinder: Vera (* 22. November 1875 in Genf), Alexander (* 18. Juli 1879 in Russland) und Sonja (* 14. November 1881 in Zürich; Mutter von Vera Skoronel).

## Werke
- Die russische Revolution und die sozialistische Internationale / aus dem literarischen Nachlass von Paul Axelrod. K. Zwing, Jena 1932.

### Russisch
- (dt. etwa) Der Kampf für den Frieden und die Wiederherstellung der Internationale. (russisch Борьба за мир и восстановление Интернационала), Verlag “Arbeiterbibliothek” des Organisationskomitees der RSDPR Petrograd 1917. (online)